# Dorrego Handball
Dorrego Handball es un club de balonmano de Argentina que juega en la L.H.C, máxima categoría de la Federación Metropolitana de Balonmano.

## Palmarés

### Títulos y podios
Masculino
- Campeón Super 8 2024
- Campeón Nacional 2024
- Campeón Apertura 2024
- Campeón Clausura 2023
- Campeón Apertura 2023
- Subcampeón Clausura 2022
- Subcampeón Apertura 2022
- Tercer lugar Super 4: 2019
- Subcampeón Nacional A: 2019
- Tercer lugar apertura: 2019
- Campeón clausura: 2018
- Subcampeón clausura:[4] 2017.
- Tercer lugar Super 4:[5] 2017.

Femenino
- Campeón Nacional A: 2018
- Campeón clausura: 2018
- Campeón apertura: 2018
- Tercer lugar Super 4: 2007; 2013
- Tercer lugar Apertura:[6] 2017.
- Subcampeón Clausura:[7] 2017

## Historia deportiva
Desde sus comienzos a la actualidad
La Escuela de Handball de Dorrego fue creada en 1982 por iniciativa del profesor Eugenio Giménez y por acción del extécnico de la Selección Chilena y actual entrenador de la Selección Argentina de Balonmano Junior y Juvenil, Fernando Capurro quien junto a Carlos Azulmendi se encargaron de formar las categorías formativas.
En junio de 1985 el club es inscrito en la Federación Metropolitana de Balonmano y cuatro años más tarde, 1989, pasa a formar parte del Área de Deportes Extra-Curriculares de la Asociación Cooperadora.
En el año 1987 el equipo juvenil logra el campeonato metropolitano de la B.  Ganándole la final a Nuestra señora de Guadalupe. 
Entre 1990 y 1991 el Club Dorrego intentó ascender a la categoría Inferiores A (Caballeros), objetivo que fue frustrado por Argentinos Juniors y Defensores de Moreno. Poco tiempo más tarde el equipo masculino fue relegado a la Tercera división.
A fines de 1992, Guillermo Milano tomó el control del club lo que significó un crecimiento a nivel deportivo.
En 1994 se realizó un Torneo Apertura con el cual Dorrego logró el ascenso a Inferiores A Caballeros junto con Ferro de Merlo, Moreno (Handball) y Comunicaciones.
En 1996 el equipo de damas es inscrito en la FeMeBal manteniéndose en la categoría principal a partir de 2005 de forma ininterrumpida hasta la actualidad.
En 2001 el equipo mayor masculino comenzó a disputar la Liga de Honor Caballeros, manteniéndose por 3 temporadas.
Luego de una serie de malos resultados el equipo masculino Dorrego desciende en dos oportunidades pero logra ascender nuevamente en 2010 y luego en 2012.
PRIMEROS CAMPEONATOS
En 2018 obtiene por primera vez el título metropolitano. El plantel de Liga de Honor Damas (Conducido por Alejandro de la Quintana) se consagra campeón al superar a Ferro 20 - 18 en condición de visitante.
Ese mismo año, el mismo plantel gana por primera y única vez el Torneo Nacional de Clubes superando también a Ferro y en Caballito por 21- 15.
En noviembre, Dorrego cierra el mejor año histórico del plantel femenino ganando el Torneo Clausura venciendo nuevamente a Ferro en el estadio Gorki Grana de Morón por 28 - 21.
Asimismo en 2018, se consagra por primera vez campeón metropolitano el equipo masculino (a cargo de Rubén Busolín). En la definición del torneo superó agónicamente a UNLU (Hoy San Fernando) por 29 - 30 en la penúltima fecha y a Ferro 35 - 22.
LA CONSTITUCIÓN DE LA PERSONERÍA JURÍDICA
El 17 de diciembre de 2018 pudo formalizarse la inscripción en la Dirección Provincial de Personas Jurídicas. El nombre formal del , es desde ese momento MANUEL DORREGO HANDBALL ASOCIACION CIVIL.
EL PREDIO PROPIO
En la última sesión del Honorable Concejo Deliberante de la Municipalidad de Morón aprobó la entrega al club de un predio ubicado en la calle Capdevila y Bufano, de la localidad de Castelar, partido de Morón, en cercanías del predio Gorki Grana. El predio es de unos 4.500 metros cuadrados aproximadamente y el proyecto es construir allí un polideportivo.
En la actualidad el Club Dorrego cuenta con 350 jugadores que integran las distintas categorías de ambos géneros.
PLANTEL FEMENINO MULTICAMPEÓN DE 2018
- Malena Cavo
- Morena Gottardello
- Ayelén Ávila
- Evelyn Sánchez
- Noelia Sala
- Lucia Castelli
- Casandra López
- Anabella Rossi
- Celeste Lamberti
- Daniela Gonzalez
- Ailén Zabaleta
- Agustina Mansilla
- Virginia Maydana
- Tathiana Vázquez
- Paula López
- Solange Tagliavini
- Daniela Vaucher
- Luciana Scordamaglia
- ALEJANDRO DE LA QUINTANA (ENTRENADOR)

PLANTEL MASCULINO CAMPEÓN DE 2018
- Guillermo Ojeda
- Federico Wertmber
- Ignacio Alonso
- Bautista Arrom
- Maximiliano Ferro
- Ezequiel Dominguez
- Juan Tonelli
- Francisco Arrom
- Francisco Bellia
- Ivan Serrano
- Emiliano Franceschetti
- Federico Gimenez
- Sergio Montes
- Santiago Silva
- Axel Pirone
- Pablo Minguez
- RUBÉN BUSOLIN (ENTRENADOR)

PLANTEL MASCULINO CAMPEÓN APERTURA DE 2023
- Santiago Baronetto
- Pablo Minguez
- Lautaro Acuña
- Juan Montoto
- Gonzalo Asensio
- Ezequiel Franceschetti
- Santiago Silva
- Guillermo Ojeda
- Martín Arrom
- Axel Pirone
- Enzo Ferrando
- Tobias Ferreira
- Maximiliano Ferrando
- Juan Manuel Ramón
- Martín Delfini
- Maximiliano Ferro